# Jorge Chávez Dartnell
Georges Antoine Chavez (populairement connu au Pérou sous le nom de Jorge Chávez), également dit « Géo Chavez » (Paris, 13 juin 1887 – Domodossola, 27 septembre 1910), est un aviateur français d'origine péruvienne. Il meurt lorsque son avion s'écrase lors d'une tentative de traversée des Alpes.

## Biographie

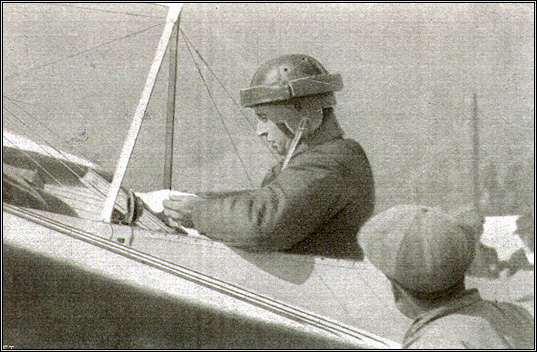
Jorge Chávez sur son Blériot à Brigue, le 23 septembre 1910.

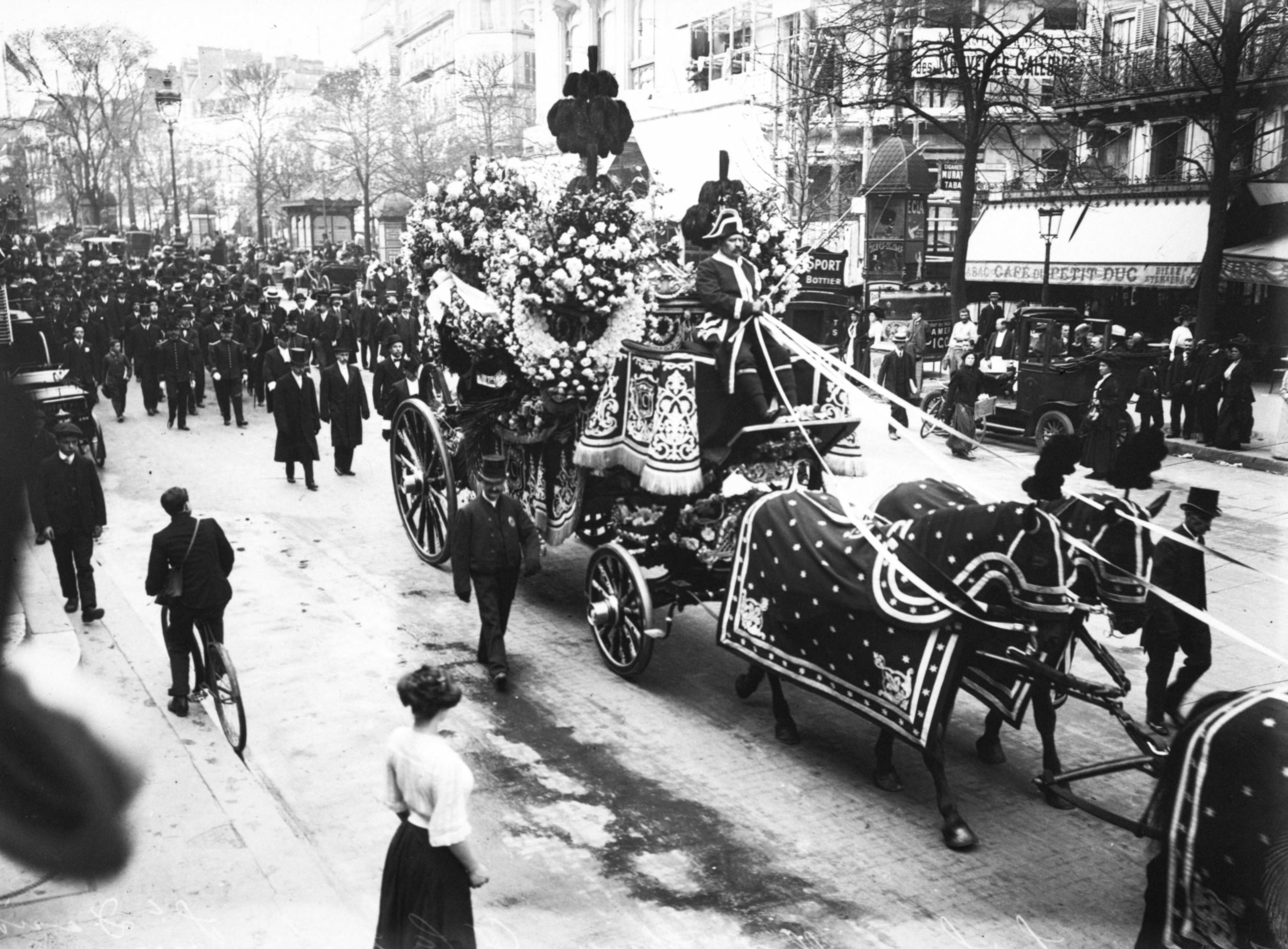
Funérailles de Jorge Chávez à Paris, le 1 octobre 1910 : passage du corbillard boulevard de Bonne-Nouvelle, près de la porte Saint-Denis.

### Jeunesse et formation
Né à Paris de parents péruviens, Jorge Chávez étudie à l'école Violet (EEMI, aujourd'hui EIGSI), où il décroche un diplôme d'ingénieur en 1909.

### Aviateur
Il obtient son brevet de pilote le 15 février 1910, portant le numéro 32, après une rapide formation de dix jours à l'école Maurice et Henry Farman de Bouy, sur un biplan Voisin.
Quelques jours plus tard, le 28 février 1910, il réalisera un vol d'une heure et quarante-cinq minutes au-dessus du camp de Châlons, son tout premier vol en étant seul à bord de l'aéroplane. Il participe à la Semaine d'aviation de Touraine.
Le 8 septembre de la même année, il atteint un record d'altitude, avec 2 650 m, à Issy-les-Moulineaux. Le 23 septembre suivant, il participe au concours Brigue-Milan : il décolle de Ried-Brig aux commandes d'un monoplan Blériot type XI de 50 chevaux (baptisé Gypaète), passe le col du Simplon et est ainsi le premier à franchir la barrière sud des Alpes par la voie des airs. Mais après 42 minutes de vol, il s'écrase au sud de Domodossola. Alors qu'il tentait d'atterrir et ne se trouvait plus qu'à 20 m du sol, les ailes de son avion se sont brisées. Il succombe à ses blessures, quatre jours plus tard.
Ses obsèques se déroulèrent à Paris le 1er octobre 1910 et il fut inhumé dans le caveau de la famille Chavez du cimetière du Père-Lachaise.
La dépouille du pilote est transférée le 12 septembre 1957 de Paris à Lima, dont l'aéroport international porte son nom.

## Hommages
Plusieurs monuments sont érigés à sa mémoire à Brigue, à Ried-Brigue et à Domodossola.
L'EIGSI, l'école d'ingénieurs de La Rochelle, héritière de l'école Violet, lui rend hommage en 2011, à l'occasion de son 110e anniversaire, en renommant « Géo Chavez » sa salle la plus prestigieuse, celle dite « du conseil ».
Il existe depuis 1915 une rue Géo-Chavez, située dans le 20e arrondissement de Paris. D'autres rues Géo Chavez existent au Mans, à Saint-Étienne du Rouvray, à Châtillon, à Bourges, et à Décines-Charpieu.

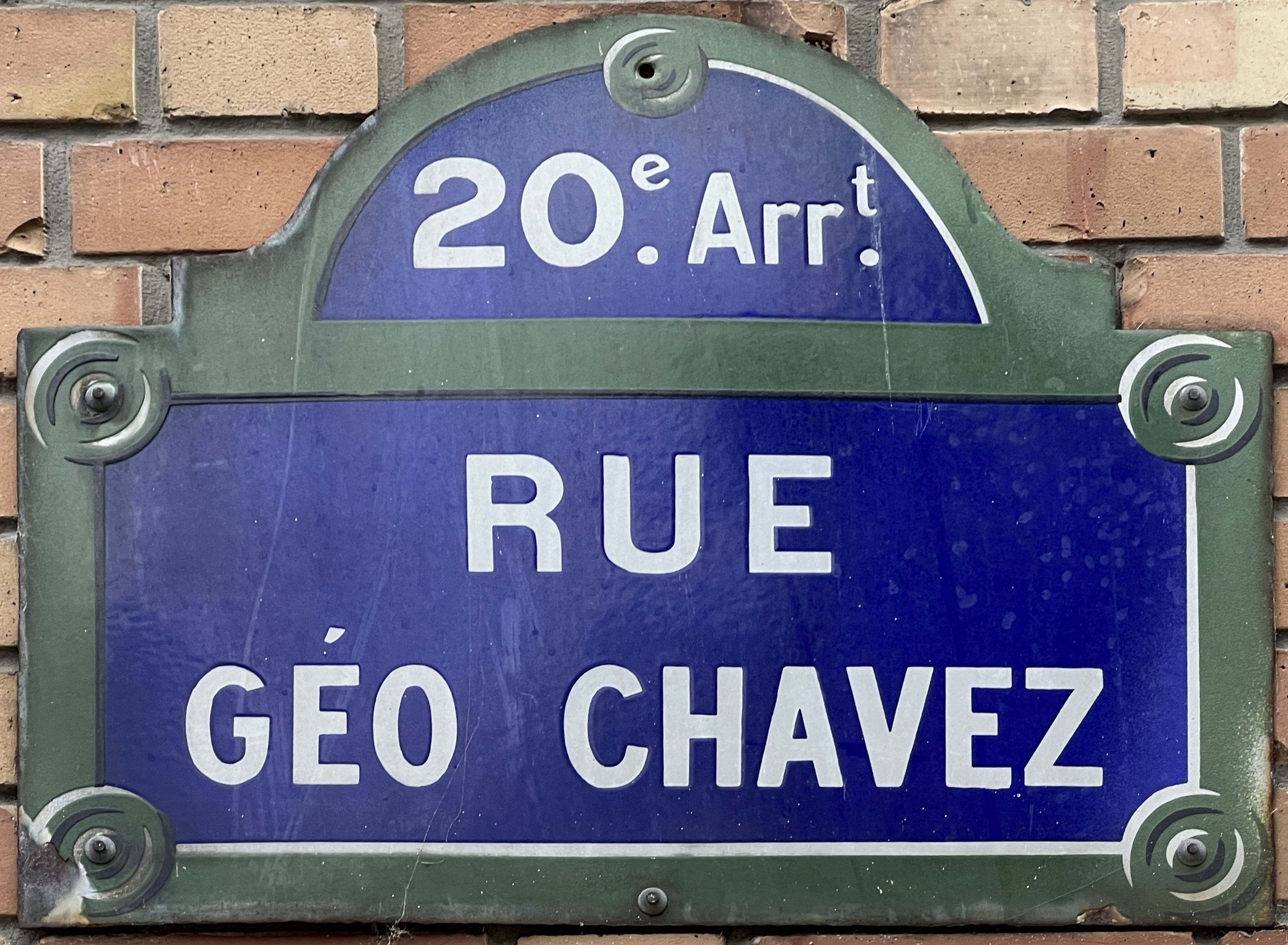
Plaque de rue de la voie parisienne.

Pierre de Coubertin a prononcé à Lausanne le 7 novembre 1928 un Hommage à Chavez qu'on peut[style à revoir] trouver dans le recueil Anthologie, Aix-en-Provence, Éditions Paul Roubaud, 1933    (Wikisource).
En juin 1965, l'aéroport de Lima fut rebaptisé de son nom actuel, l'aéroport international Jorge-Chávez, en hommage à l'aviateur franco-péruvien Jorge Chávez Dartnell.